# Giovanni Hernández
Giovanni Andrés Hernández Soto (Cali, 16 de junio de 1976) es un director técnico y exfutbolista colombiano. Se desempeñaba como centrocampista. Actualmente asistente técnico de la Selección de Honduras que dirige Reinaldo Rueda

## Trayectoria como futbolista
Nació y se crio en el barrio Yira Castro de la ciudad de Cali.

### 1993−2000
Giovanni Hernández hizo sus primeras apariciones en el fútbol profesional colombiano de 1993 con el Once Caldas, donde permaneció hasta el campeonato colombiano de 1994. Al siguiente año, arriba al América de Cali, que en 1996 cayó en la final de la Copa Libertadores ante River Plate de Argentina.
Su carrera continuó en Independiente Medellín hasta el campeonato de 1999. En el año 2000 regresa a la capital del Valle, pero esta vez para jugar con el Deportivo Cali. En esta temporada logra anotar doce goles en el torneo doméstico.

### 2000−2003
En el 2001, Giovanni Hernández es convocado al seleccionado nacional colombiano. Inicialmente, el "principito" fue llamado para un amistoso contra la Selección de Cataluña. Siendo considerado el sucesor de Carlos Valderrama, en la selección tuvo la continuidad que esperaba y jugó varios partidos. Durante la Copa América, disputada en Colombia. Los "cafeteros", derrotaron en la final a su similar de México por un gol a cero, consiguiendo el prestigioso trofeo por primera vez en su historia. No obstante esa gran campaña, Colombia no clasificó para la Copa Del Mundo Corea-Japón 2002. Hernández, fue citado nuevamente a la selección que disputó la Copa FIFA Confederaciones 2003. Durante ese mismo año, Giovanni conformó un gran mediocampo en Deportivo Cali, jugando junto a Elkin Murillo y Jairo Patiño. Sin embargo, en la Copa Libertadores, los verdiblancos sólo pudieron llegar hasta octavos de final

### 2003−2006
En el segundo semestre del 2003, Giovanni pasó a ser jugador del club argentino Club Atlético Colón; y se estrena marcando su primer gol en el primer partido con el conjunto rojinegro disputando la Copa Sudamericana 2003. Figuró varias veces en el ranking de los mejores futbolistas en la Liga Argentina, consiguiendo un total de 14 goles en los tres años que estuvo en el conjunto de Santa fe.

### 2007
A principios del año 2007, se convirtió en refuerzo del club de Santiago de Chile, Colo-Colo, llevando la dura carga de ser considerado como uno de los reemplazantes de Matías Fernández, logrando buenas actuaciones en su debut. También debutó con Colo-Colo en Copa Libertadores ante River Plate, siendo derrotados por 2:1.
Al principio no mostró todo su talento, pero al pasar los meses en Colo-Colo se convirtió en una de las piezas fundamentales en el medio campo como volante de creación ganándose el respeto de la Garra Blanca dándole el apodo de G10: La G por el Nombre y el 10 por el número con el que juega.
Gracias a esta pieza y al equipo en general, Colo-Colo (en esa época dirigido técnicamente por Claudio Borghi) salió campeón del Torneo Apertura 2007 y también del Torneo Clausura 2007 chilenos. Fue realmente un gran año del "Gio" vistiendo la camiseta Alba y la de la Selección de fútbol de Colombia.
Sin embargo a pesar del cariño de la hinchada y de los dirigentes, Giovanni decidió irse de Colo-Colo al no llegar a un acuerdo económico con los dirigentes, por lo que Junior de Barranquilla (Colombia) indemnizaría a Colo-Colo por los 3 años que le quedaban de contrato con Colo-Colo.

### 2008-2012
Vuelve a Colombia a jugar con el Junior de Barranquilla, equipo que en ese entonces se encontraba en la peor crisis de su historia y contrata a Giovanni por las temporadas 2008, 2009 y 2010. Gracias a esto y a otras contrataciones, Junior logra salvarse del descenso. En 2009 el Junior paso a la final del Torneo Apertura, pero cayó en el marcador global frente al Once Caldas por 5-2. El 2010 empezó para Giovanni con la Copa Libertadores de América en la cual Junior no pudo superar al sorprendente Racing Club de Montevideo. Luego del fracaso de la Copa Libertadores de América con el Junior fue por sexta vez campeón colombiano, ganando la final contra La Equidad por un acumulado de 3-2 el 2 de junio de 2010 en la ciudad de Barranquilla. G10 como es conocido popularmente, fue el eje de juego del cuadro barranquillero y escribió con letras doradas su nombre en la historia del club.
A finales de 2010, luego de unas negociaciones fallidas con el presidente del equipo, se presume su salida del club por diferencias económicas, luego de haber arreglado antes verbalmente y aumentar sus pretensiones luego. Después de ya haber sido oficialmente excluido del Club, llegó a acuerdos con las directivas firmando un contrato por dos años. En el primer semestre de 2011 juega con Junior la Copa Libertadores 2011 logrando el primer puesto en el grupo 2 pero cayendo eliminado en la fase de octavos de final ante el Jaguares mexicano.
Luego a finales del 2011 en el Torneo Finalización repite título con Junior, siendo la figura del partido decisivo contra Once Caldas junto a Vladimir Hernández, Sebastián Viera y Carlos Bacca, logrando así la séptima estrella para el equipo tiburón.
En la primera fecha del torneo apertura 2012, G10 marca de chilena su gol número 100 en su carrera (en clubes colombianos) en el empate 1 a 1 contra el Deportes Quindío, esto ha provocado que su apodo de G10 cambie al de G100. Frente al Itagüí, anota de penal su gol 101 en su carrera además de ser su gol número 37 en el Atlético Junior. En la octava fecha del torneo apertura 2012, anota de penal, en dos ocasiones, su tercer y cuarto gol de la temporada, en la victoria 3 por 1 frente al Boyacá Chico, lo que hace que hasta esta fecha sea el goleador del Atlético Junior. Con esto llega a 39 goles con el conjunto barranquillero. Frente a Santa Fe, en la fecha 10, marca su 5 gol del año y su gol 40 con el Junior. En la fecha 12 anota su sexto gol en el torneo colombiano de tiro libre, este es su gol 41 con el club. Ante el Tolima, de tiro libre, anota su séptimo gol en el certamen y el número 42 en el Junior. En la fecha 15 del torneo clausura 2012, anota su octavo gol del torneo y del año, siendo el gol número 43 con el club. Por la fecha 16 del torneo apertura anota de tiro libre, en la derrota 3 por 1 ante Atlético Nacional, logrando el noveno gol del año y del torneo. En la fecha 17 del apertura, juega su partido 800 en su carrera (además juega con una camisa con el número 800) y en dicho partido anotó su gol 150 de su carrera de penal (109 en clubes colombianos, 5 en selección y, 36 entre Colo Colo y Colón de Santa Fe) además este es su décimo gol del año. El día 27 de mayo juega su último partido con Junior, en el torneo, empatando 2-2 en Manizales ante Once Caldas anotando el primer gol y luego desperdiciando un tiro penal que le hubiese significado la clasificación a Junior a las semifinales del torneo, con esto llegó a 11 goles en el torneo y lo puso como el goleador del torneo (en la fase todos contra todos junto a Humberto Osorio Botello). Este fue su gol 46 con el club y 151 de su carrera, en sus 5 años con el equipo, fue considerado como ídolo por toda la ciudad y nadie olvidará los 2 títulos que le dio al Junior de Barranquilla.
En 2013 fichó con el Independiente Medellín.

## Trayectoria como entrenador

### Uniautónoma y Real Cartagena
Debutó como entrenador en Uniautónoma Fútbol Club. En el 2016 es nuevo entrenador del Real Cartagena, equipo de la Categoría Primera B.

### Junior de Barranquilla
Luego de que el entrenador de Junior de Barranquilla, Alexis Mendoza, renunciara, los directivos de Junior decidieron contratarlo como Director Técnico del equipo barranquillero para el segundo semestre del 2016 de la Liga Águila. Sin embargo no logra hacer una buena campaña al quedar por fuera del grupo de los ocho, además de ser eliminado en cuartos de final de la Copa Sudamericana 2016 y perder la final de la Copa Colombia 2016 frente a Atlético Nacional.
Al final del semestre el máximo accionista de Junior de Barranquilla, Fuad Char durante una entrevista a un periódico local el 21 de noviembre de 2016, declaró que el estratega Giovanni Hernández no seguirá más con el equipo debido al bajo desempeño presentado durante este semestre.

### Atlético FC
En enero de 2018 es confirmado como nuevo entrenador del Atlético Fútbol Club tras la salida de Luis Eduardo Gómez. Comandaria al club hasta noviembre de 2023.

## Selección nacional
Ha sido internacional con la Selección de fútbol de Colombia entre los años 1995 y 2010. Su mayor logro con la selección cafetera fue alzar el primer título internacional a nivel de la CSF, la Copa América 2001.
El 30 de abril de 2008 Giovanny Hernández vuelve a ser convocado a la selección por el técnico Jorge Luis Pinto para un amistoso contra Venezuela. En septiembre de 2009, regresa a la selección gracias al ser llamado por el técnico Eduardo Lara.

### Goles internacionales
| # | Fecha      | Lugar                                     | Rival         | Gol | Resultado | Competición                    |
| - | ---------- | ----------------------------------------- | ------------- | --- | --------- | ------------------------------ |
| 1 | 22-7-2001  | Estadio Centenario, Armenia, Colombia     | Perú          | 2-0 | 3-0       | Copa América 2001              |
| 2 | 20-06-2003 | Stade Gerland, Lyon, Francia              | Nueva Zelanda | 3-1 | 3-1       | Copa FIFA Confederaciones 2003 |
| 3 | 22-06-2003 | Geoffroy-Guichard, Saint-Étienne, Francia | Japón         | 1-0 | 1-0       | Copa FIFA Confederaciones 2003 |
| 4 | 28-06-2003 | Geoffroy-Guichard, Saint-Étienne, Francia | Turquía       | 1-2 | 1-2       | Copa FIFA Confederaciones 2003 |
| 5 | 30-4-2008  | Alfonso López, Bucaramanga, Colombia      | Venezuela     | 3-2 | 5-2       | Amistoso                       |

### Participaciones enCopas América
| Copa América      | Sede     | Resultado | PJ | GA | Asis |
| ----------------- | -------- | --------- | -- | -- | ---- |
| Copa América 2001 | Colombia | Campeón   | 6  | 1  | 0    |

### Participaciones enCopa Confederaciones
| Torneo                    | Sede    | Resultado    | PJ | GA | Asis |
| ------------------------- | ------- | ------------ | -- | -- | ---- |
| Copa Confederaciones 2003 | Francia | Cuarto lugar | 5  | 3  | 0    |

### Participaciones enCopas Oro
| Copa Oro         | Sede                    | Resultado        | PJ | GA | Asis |
| ---------------- | ----------------------- | ---------------- | -- | -- | ---- |
| Copa Oro de 2003 | Estados Unidos y México | Cuartos de final | 3  | 0  | 0    |

### Participaciones enEliminatorias al Mundial
| Eliminatoria                                | Sede del Mundial       | Posición               | Resultado              | PJ | GA | Asis |
| ------------------------------------------- | ---------------------- | ---------------------- | ---------------------- | -- | -- | ---- |
| Eliminatorias Mundial de Corea y Japón 2002 | Corea del Sur y Japón  | 6°lugar 27pts          | Eliminado              | 3  | 0  | 0    |
| Eliminatorias Mundial de Alemania 2006      | Alemania               | 6°lugar 24pts          | Eliminado              | 7  | 0  | 0    |
| Eliminatorias Mundial de Sudáfrica 2010     | Sudáfrica              | 7°lugar 23pts          | Eliminado              | 7  | 0  | 0    |
| Total en Eliminatorias                      | Total en Eliminatorias | Total en Eliminatorias | Total en Eliminatorias | 17 | 0  | 0    |

## Estadísticas

### Como jugador
| Club                                | Temporada           | Liga  | Liga         | Copas        | Copas        | Internacional | Internacional | Total | Total |
| Club                                | Temporada           | Part. | Goles        | Part.        | Goles        | Part.         | Goles         | Part. | Goles |
| ----------------------------------- | ------------------- | ----- | ------------ | ------------ | ------------ | ------------- | ------------- | ----- | ----- |
| Once Caldas · Colombia              | 1993-94             | 45    | 11           | Inexistentes | Inexistentes | —             | —             | 45    | 11    |
| Once Caldas · Colombia              | Total               | 45    | 11           | 0            | 0            | 0             | 0             | 45    | 11    |
| · América de Cali · Colombia        |                     |       |              |              |              |               |               |       |       |
| 1994-96                             | 87                  | 2     | Inexistentes | Inexistentes | 10           | 4             | 97            | 6     |       |
| Total                               | 87                  | 2     | 0            | 0            | 10           | 4             | 97            | 6     |       |
| · Independiente Medellín · Colombia | 1996                | 10    | 1            | Inexistentes | Inexistentes | —             | —             | 10    | 1     |
| · Independiente Medellín · Colombia | 1997                | 16    | 6            | Inexistentes | Inexistentes | —             | —             | 16    | 6     |
| · Independiente Medellín · Colombia | 1998                | 48    | 9            | Inexistentes | Inexistentes | —             | —             | 48    | 9     |
| · Independiente Medellín · Colombia | 1999                | 37    | 4            | Inexistentes | Inexistentes | —             | —             | 37    | 4     |
| · Deportivo Cali · Colombia         | 2000                | 35    | 6            | Inexistentes | Inexistentes | —             | —             | 35    | 6     |
| · Deportivo Cali · Colombia         | 2001                | 29    | 5            | Inexistentes | Inexistentes | 6             | 1             | 35    | 6     |
| · Deportivo Cali · Colombia         | 2002                | 53    | 16           | Inexistentes | Inexistentes | —             | —             | 53    | 16    |
| · Deportivo Cali · Colombia         | 2003                | 15    | 3            | Inexistentes | Inexistentes | 8             | 2             | 23    | 5     |
| · Deportivo Cali · Colombia         | Total               | 132   | 30           | 0            | 0            | 14            | 3             | 146   | 32    |
| Colón Argentina                     | 2003/04             | 33    | 2            | Inexistentes | Inexistentes | 4             | 1             | 37    | 3     |
| Colón Argentina                     | 2004/05             | 37    | 7            | Inexistentes | Inexistentes | —             | —             | 37    | 7     |
| Colón Argentina                     | 2005/06             | 32    | 2            | Inexistentes | Inexistentes | —             | —             | 32    | 2     |
| Colón Argentina                     | 2006/07             | 18    | 2            | Inexistentes | Inexistentes | —             | —             | 18    | 2     |
| Colón Argentina                     | Total               | 120   | 13           | 0            | 0            | 4             | 1             | 124   | 14    |
| Colo-Colo · Chile                   | 2007                | 36    | 14           | Inexistentes | Inexistentes | 12            | 1             | 48    | 15    |
| Colo-Colo · Chile                   | Total               | 36    | 14           | 0            | 0            | 12            | 1             | 48    | 15    |
| · Junior de Barranquilla · Colombia | 2008                | 40    | 7            | Desconocido  | Desconocido  | —             | —             | 40    | 7     |
| · Junior de Barranquilla · Colombia | 2009                | 46    | 14           | Desconocido  | Desconocido  | —             | —             | 46    | 14    |
| · Junior de Barranquilla · Colombia | 2010                | 33    | 11           | Desconocido  | Desconocido  | 2             | 0             | 35    | 11    |
| · Junior de Barranquilla · Colombia | 2011                | 22    | 0            | 9            | 2            | 8             | 1             | 39    | 3     |
| · Junior de Barranquilla · Colombia | 2012                | 36    | 16           | 3            | 1            | 4             | 0             | 43    | 17    |
| · Junior de Barranquilla · Colombia | Total               | 177   | 48           | 12           | 3            | 14            | 1             | 203   | 52    |
| Independiente Medellín · Colombia   | 2013                | 30    | 5            | 2            | 0            | —             | —             | 32    | 5     |
| Independiente Medellín · Colombia   | 2014                | 16    | 0            | —            | —            | —             | —             | 16    | 0     |
| Independiente Medellín · Colombia   | Total               | 157   | 25           | 2            | 0            | 0             | 0             | 159   | 25    |
| Uniautonoma · Colombia              | 2014                | 11    | 0            | 3            | 0            | —             | —             | 14    | 0     |
| Uniautonoma · Colombia              | Total               | 11    | 0            | 3            | 0            | 0             | 0             | 14    | 0     |
| Total en su carrera                 | Total en su carrera | 775   | 143          | 17           | 3            | 54            | 10            | 846   | 156   |

#### Selección
| Selección         | Año               | Amistosos | Amistosos | Copa Confederaciones | Copa Confederaciones | Copa América | Copa América | Copa de Oro | Copa de Oro | Eliminatorias Mundialistas | Eliminatorias Mundialistas | Total | Total |
| Selección         | Año               | Part.     | Goles     | Part.                | Goles                | Part.        | Goles        | Part.       | Goles       | Part.                      | Goles                      | Part. | Goles |
| ----------------- | ----------------- | --------- | --------- | -------------------- | -------------------- | ------------ | ------------ | ----------- | ----------- | -------------------------- | -------------------------- | ----- | ----- |
| Colombia Mayores  | 1997              | 1         | 0         | --                   | --                   | --           | --           | --          | --          | --                         | --                         | 1     | 0     |
| Colombia Mayores  | 1998              | 1         | 0         | --                   | --                   | --           | --           | --          | --          | --                         | --                         | 1     | 0     |
| Colombia Mayores  | 2000              | --        | --        | --                   | --                   | --           | --           | --          | --          | 1                          | 0                          | 1     | 0     |
| Colombia Mayores  | 2001              | --        | --        | --                   | --                   | 6            | 1            | --          | --          | 2                          | 0                          | 8     | 1     |
| Colombia Mayores  | 2003              | 3         | 0         | 5                    | 3                    | --           | --           | 3           | 0           | 3                          | 0                          | 14    | 3     |
| Colombia Mayores  | 2004              | --        | --        | --                   | --                   | --           | --           | --          | --          | 2                          | 1                          | 2     | 1     |
| Colombia Mayores  | 2005              | --        | --        | --                   | --                   | --           | --           | --          | --          | 2                          | 0                          | 2     | 0     |
| Colombia Mayores  | 2007              | 1         | 0         | --                   | --                   | --           | --           | --          | --          | --                         | --                         | 1     | 0     |
| Colombia Mayores  | 2008              | 8         | 1         | --                   | --                   | --           | --           | --          | --          | 4                          | 0                          | 12    | 1     |
| Colombia Mayores  | 2009              | 1         | 0         | --                   | --                   | --           | --           | --          | --          | 3                          | 0                          | 4     | 0     |
| Colombia Mayores  | 2010              | 1         | 0         | --                   | --                   | --           | --           | --          | --          | --                         | --                         | 1     | 0     |
| Total en Colombia | Total en Colombia | 16        | 1         | 5                    | 3                    | 6            | 1            | 3           | 0           | 17                         | 1                          | 47    | 6     |

### Como asistente técnico
| Equipo                         | AT de:         | Periodo            | Periodo  |
| Equipo                         | AT de:         | Desde              | Hasta    |
| ------------------------------ | -------------- | ------------------ | -------- |
| Selección de absoluta Honduras | Reinaldo Rueda | 1 de marzo de 2024 | Presente |

### Como entrenador
| Uniautónoma · Colombia      | 1.ª                 | 2015                | 32  | 8  | 8  | 16  | 4  | 0 | 2 | 2  | - | - | - | - | 36  | 8  | 10 | 18  | 31.48% |
| Uniautónoma · Colombia      | Total               | Total               | 32  | 8  | 8  | 16  | 4  | 0 | 2 | 2  | 0 | 0 | 0 | 0 | 36  | 8  | 10 | 18  | 31.48% |
| Real Cartagena · Colombia   | 2.ª                 | A-2016              | 14  | 6  | 4  | 4   | 4  | 4 | 0 | 0  | - | - | - | - | 18  | 10 | 4  | 4   | 62.97% |
| Real Cartagena · Colombia   | Total               | Total               | 14  | 6  | 4  | 4   | 4  | 4 | 0 | 0  | 0 | 0 | 0 | 0 | 18  | 10 | 4  | 4   | 62.97% |
| Junior · Colombia           | 1.ª                 | F-2016              | 16  | 6  | 5  | 5   | 8  | 3 | 2 | 3  | 8 | 4 | 3 | 1 | 32  | 13 | 10 | 9   | 51.05% |
| Junior · Colombia           | Total               | Total               | 16  | 6  | 5  | 5   | 8  | 3 | 2 | 3  | 8 | 4 | 3 | 1 | 32  | 13 | 10 | 9   | 51.05% |
| Atlético de Cali · Colombia | 2.ª                 | 2018                | 30  | 7  | 8  | 15  | 6  | 0 | 0 | 6  | - | - | - | - | 36  | 7  | 8  | 21  | 26.85% |
| Atlético de Cali · Colombia | 2.ª                 | 2019                | 30  | 5  | 11 | 14  | 6  | 0 | 2 | 4  | - | - | - | - | 36  | 5  | 13 | 18  | 25.93% |
| Atlético de Cali · Colombia | 2.ª                 | 2020                | 17  | 3  | 4  | 10  | 2  | 0 | 1 | 1  | - | - | - | - | 19  | 3  | 5  | 11  | 24.56% |
| Atlético de Cali · Colombia | 2.ª                 | 2021                | 35  | 10 | 10 | 15  | 2  | 0 | 1 | 1  | - | - | - | - | 37  | 10 | 11 | 16  | 36.94% |
| Atlético de Cali · Colombia | 2.ª                 | 2022                | 34  | 9  | 8  | 17  | 2  | 0 | 2 | 0  | - | - | - | - | 36  | 9  | 10 | 17  | 34.26% |
| Atlético de Cali · Colombia | 2.ª                 | 2023                | 33  | 8  | 10 | 15  | 2  | 1 | 0 | 1  | - | - | - | - | 35  | 9  | 10 | 16  | 35.23% |
| Atlético de Cali · Colombia | Total               | Total               | 179 | 42 | 51 | 86  | 20 | 1 | 6 | 13 | 0 | 0 | 0 | 0 | 199 | 43 | 57 | 99  | 31.16% |
| Total en su carrera         | Total en su carrera | Total en su carrera | 241 | 62 | 68 | 111 | 36 | 8 | 8 | 20 | 8 | 4 | 3 | 1 | 285 | 74 | 79 | 132 | 35.2%  |
| 1. 2.                       |                     |                     |     |    |    |     |    |   |   |    |   |   |   |   |     |    |    |     |        |

## Palmarés

### Campeonatos nacionales
| Título           | Club      | País     | Año     |
| ---------------- | --------- | -------- | ------- |
| Primera División | Colo-Colo | Chile    | A-2007  |
| Primera División | Colo-Colo | Chile    | C-2007  |
| Primera A        | Junior    | Colombia | I-2010  |
| Primera A        | Junior    | Colombia | II-2011 |

### Copas internacionales
| Título       | Club               | Sede     | Año  |
| ------------ | ------------------ | -------- | ---- |
| Copa América | Selección Colombia | Colombia | 2001 |

### Distinciones individuales
| Distinción                                                | Año  |
| --------------------------------------------------------- | ---- |
| Parte del Equipo Ideal de la Revista "El Gráfico" Chile   | 2007 |
| Mejor jugador Periódico "El Tiempo" Colombia              | 2009 |
| Parte del Equipo Ideal del Periódico "El Tiempo" Colombia | 2009 |
| Segundo Goleador del 2012 (11 goles)                      | 2012 |